# Bengt af Geijerstam
Bengt Gustaf af Geijerstam, född 9 juli 1902 i Stockholm, död 30 januari 1962, var en svensk ingenjör och flygdirektör. 
Efter studentexamen i Skövde 1920 sökte sig af Geijerstam till Kungliga tekniska högskolan i Stockholm. Han var verksam som ingenjör vid ASEA 1925–1926. Hans intresse för flyg ledde till att han under ett år var verksam vid Bristol Aeroplane Co i England, efter återkomsten till Sverige 1927 anställdes han vid flygförvaltningens centrala flygverkstad i Stockholm, och året efter vid centrala flygverkstaden i Västerås. Han var flygvapnets representant och kontrollingenjör vid Svenska Flygmotor i Trollhättan 1931–1937. Han blev chef för Flygförvaltningens motorbyrå 1942 och flygdirektör i Flygvapnet 1943.
Han gifte sig 1949 med Brita af Geijerstam och var farbror till Claes af Geijerstam.